# José Bandez
José Daniel Bandez (Calabozo, Venezuela, 10 de octubre de 1999) es un futbolista venezolano. Su posición es la de delantero, aunque también puede desempeñarse como extremo. Actualmente juega en Deportes Antofagasta de la Primera B de Chile.

## Trayectoria

### Inicios
Fue criado en la urbanización  Calabozo, donde se formó futbolísticamente en la escuela de fútbol de cañafistola, siempre en compañía de su padre, José Ángel Bandez.
Comenzó en un equipo organizado cuando tenía siete años en la categoría sub-10 y desempeñó la función del jugador que coloca la pelota en las piernas de sus compañeros para gritar gol. La exigencia comenzó y durante tres años en el torneo de su ciudad natal, José Daniel Bandez figuró como goleador en todos los certámenes que jugó, pero cuando cumplió los 13 años, quiso experimentar en un nivel más competitivo. 
Comenzó a jugar en un equipo de categoría que tenía su padre, demostrando un buen rendimiento. Como seguía desequilibrando a sus adversarios, comenzó a recibir golpes de jugadores hasta 14 años mayores que él, por lo que su padre tomó la decisión de restarle minutos en el torneo . Sin embargo, la necesidad de crecer profesionalmente lo incentivaron a seguir. Bandez junto a Antonio Piñate, su mejor amigo desde pequeño, emprendió viaje a la ciudad de Valencia, en busca de una oportunidad en el Carabobo FC.  
Con ansias de mostrar su talento llegó en julio de 2014 al Polideportivo Misael Delgado de Valencia, y pidió al profesor José Martín Daza que lo viera jugar. Tras la prueba, fue fichado por Carabobo y posteriormente se ganó la banda de capitán del equipo granate sub-16.
En las divisiones inferiores de Carabobo, logró ser el máximo goleador del Torneo Estatal 2014-2015 con 39 goles en 24 partidos, también aportó con 32 pases de gol y se tituló campeón absoluto de la categoría.

### Carabobo Fútbol Club
Para la Temporada 2016, el estratega Marcos Mathías fue contratado como técnico del elenco industrial y Bandez fue tomado en cuenta para participar en la pretemporada en Puerto La Cruz, donde definió un amistoso con un golazo ante Monagas SC.
El 31 de enero de 2016, debutó en Primera División por Carabobo FC, en un partido en que su equipo igualaba a un gol ante Petare FC. Transcurría el minuto 86 cuando el director técnico Marcos Mathias apuntó su última variante del compromiso: José Bandez en lugar de Aristóteles Romero, jugador también de Calabozo.

## Estadísticas
| Club                           | Div.          | Temporada     | Liga  | Liga  | Copas nacionales | Copas nacionales | Torneos internacionales | Torneos internacionales | Total | Total |
| Club                           | Div.          | Temporada     | Part. | Goles | Part.            | Goles            | Part.                   | Goles                   | Part. | Goles |
| ------------------------------ | ------------- | ------------- | ----- | ----- | ---------------- | ---------------- | ----------------------- | ----------------------- | ----- | ----- |
| Carabobo · Venezuela           | 1.ª           | 2016          | 30    | 2     | ?                | ?                | —                       | —                       | 30    | 2     |
| Carabobo · Venezuela           | 1.ª           | 2017          | 27    | 4     | ?                | ?                | 1                       | 0                       | 28    | 4     |
| Carabobo · Venezuela           | 1.ª           | 2018          | 19    | 2     | ?                | ?                | 2                       | 0                       | 21    | 2     |
| Carabobo · Venezuela           | Total club    | Total club    | 76    | 8     | ?                | ?                | 3                       | 0                       | 79    | 8     |
| Fortuna Sittard · Países Bajos | 1.ª           | 2018-19       | 0     | 0     | 0                | 0                | —                       | —                       | 0     | 0     |
| Fortuna Sittard · Países Bajos | Total club    | Total club    | 0     | 0     | 0                | 0                | 0                       | 0                       | 0     | 0     |
| Deportes Antofagasta · Chile   | 1.ª           | 2019          | 8     | 1     | 2                | 0                | 0                       | 0                       | 10    | 1     |
| Deportes Antofagasta · Chile   | 2.ª           | 2023          | 8     | 0     | 2                | 1                | —                       | —                       | 10    | 1     |
| Deportes Antofagasta · Chile   | 2.ª           | 2024          | 28    | 4     | 2                | 0                | —                       | —                       | 30    | 4     |
| Deportes Antofagasta · Chile   | 2.ª           | 2025          | 1     | 0     | 2                | 1                | —                       | —                       | 3     | 1     |
| Deportes Antofagasta · Chile   | Total club    | Total club    | 45    | 5     | 8                | 2                | 0                       | 0                       | 53    | 7     |
| Rangers · Chile                | 2.ª           | 2020          | 3     | 0     | —                | —                | —                       | —                       | 3     | 0     |
| Rangers · Chile                | Total club    | Total club    | 3     | 0     | 0                | 0                | 0                       | 0                       | 3     | 0     |
| Barnechea · Chile              | 2.ª           | 2020          | 3     | 0     | —                | —                | —                       | —                       | 3     | 0     |
| Barnechea · Chile              | Total club    | Total club    | 3     | 0     | 0                | 0                | 0                       | 0                       | 3     | 0     |
| Deportes Copiapó · Chile       | 2.ª           | 2021          | 14    | 1     | 1                | 0                | —                       | —                       | 15    | 1     |
| Deportes Copiapó · Chile       | 2.ª           | 2022          | 28    | 4     | 0                | 0                | —                       | —                       | 28    | 4     |
| Deportes Copiapó · Chile       | Total club    | Total club    | 42    | 5     | 1                | 0                | 0                       | 0                       | 43    | 5     |
| Deportes Puerto Montt · Chile  | 2.ª           | 2023          | 13    | 3     | —                | —                | —                       | —                       | 13    | 3     |
| Deportes Puerto Montt · Chile  | Total club    | Total club    | 13    | 3     | 0                | 0                | 0                       | 0                       | 13    | 3     |
| Total carrera                  | Total carrera | Total carrera | 182   | 21    | 9                | 2                | 3                       | 0                       | 194   | 23    |
| 1. 2. 3.                       |               |               |       |       |                  |                  |                         |                         |       |       |

- Datos: Q28791077